# ماساأكي موراكامي
ماساأكي موراكامي (باليابانية: 村上 昌謙) (7 أغسطس 1992 في شيغا في اليابان – )؛ هو لاعب كرة قدم ياباني سابق كان يلعب كحارس مرمى.

## وصلات خارجية
- ماساأكي موراكامي على موقع رابطة كرة القدم اليابانية للمحترفين (اليابانية)
- ماساأكي موراكامي على موقع قاعدة بيانات كرة القدم.إي يو (الإنجليزية)
- ماساأكي موراكامي على موقع Soccerway.com (الإنجليزية)
- ماساأكي موراكامي على موقع عالم كرة القدم.نت (الإنجليزية)